# Acraea rowena
Acraea rowena är en fjärilsart som beskrevs av Eltringham 1912. Acraea rowena ingår i släktet Acraea och familjen praktfjärilar. Inga underarter finns listade i Catalogue of Life.